# Ciottolato

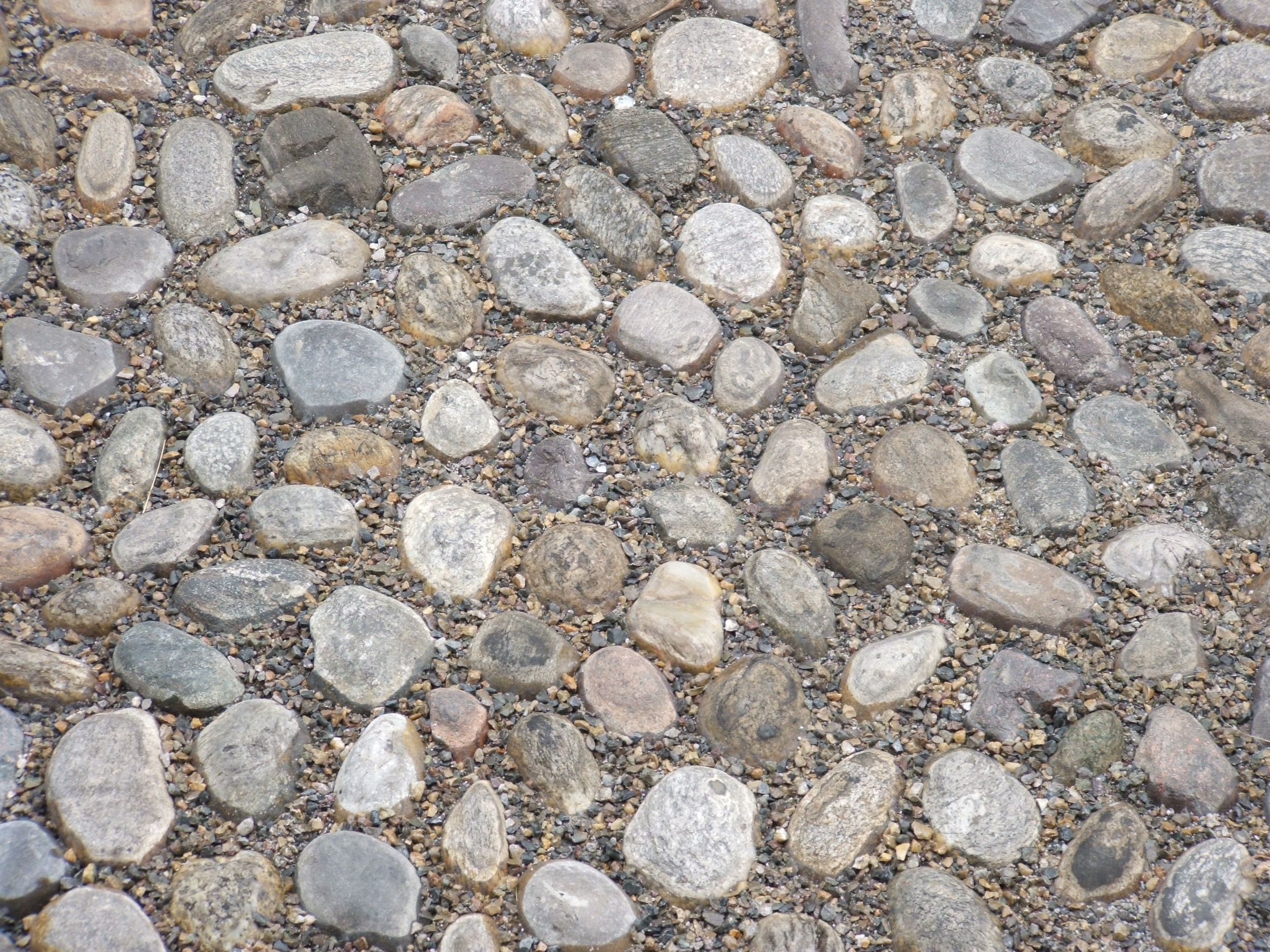
Acciottolato

Il ciottolato o acciottolato è un tipo di pavimentazione per esterni eseguita con sassi arrotondati, noti anche come ciottoli, da cui il nome. 

## Descrizione
Il materiale reperibile nelle diverse zone ha influenzato in passato le tecniche di posa e la possibilità di realizzare anche decorazioni, sulla base di forme e colori degli elementi lapidei disponibili. Nelle pianure alluvionali sono preferiti i ciottoli arrotondati prelevati dagli alvei dei fiumi; in prossimità del mare si prediligono i ciottoli dalla morfologia lenticolare, prelevabili dalle spiagge; in montagna ciottoli allungati provenienti dai torrenti. Gli stessi materiali estratti da cave non sono apprezzati per la posa in quanto dimostrano generalmente minor resistenza.
Circa le modalità di posa, le realizzazioni più antiche evidenziano la preparazione di sottofondi di sabbia e terriccio o di sabbia e ghiaia sul terreno livellato, in alcuni casi sopra uno strato di pietrisco dalla funzione drenante. Solo successivamente (dal XV-XVI secolo) nei sottofondi si iniziò ad aggiungere leganti, quali calce o pozzolana, per rinforzare il manufatto, fino ad arrivare all'aggiunta di cemento dalla fine del XIX secolo. 
Questo tipo di pavimentazione ha il pregio di "lasciar respirare il terreno" grazie agli spazi tra un ciottolo e l'altro; inoltre si può adattare molto facilmente all'irregolarità del terreno ed è molto resistente a seconda della roccia da cui si è originato.
Tra i lati negativi sono che non garantisce un terreno uniforme e, se bagnato ed eccessivamente levigato per usura, può diventare piuttosto scivoloso. Il fatto di costituire una superficie irregolare lo rende inadatto a velocità sostenute. Altro aspetto negativo è il fatto di presentare una superficie poco regolare, quindi poco confortevole e anche rumoroso durante il transito dei mezzi di trasporto.
Oggigiorno è ancora usato per luoghi caratteristici dei centri storici dove il traffico va comunque limitato o escluso e le velocità di transito sono comunque molto limitate.

## Tecnica di posa
La posa dei ciottoli per realizzare il ciottolato secondo la tecnica più tradizionale prevede la stesura di uno strato di sola sabbia ben costipata, mediante rullaggio di strati di piccolo spessore o battitura, successivamente con l'ausilio di un martelletto si scava leggermente il letto di posa, si colloca il ciottolo, e si riempiono gli spazi fra i ciottoli con altra sabbia. Nel contempo con un listone di legno dal profilo rettilineo, si controlla l'allineamento rispetto ai ciottoli circostanti e si provvede a regolarne l'altezza battendo con un martelletto i singoli ciottoli. Come alternativa si può procedere al riempimento fra ciottoli con sabbia frammista a calce spenta o in tempi più recenti con un legante idraulico; dopo il riempimento si procede alla bagnatura del ciottolato realizzato con la fugatura di sabbia e legante.

## Tipologie

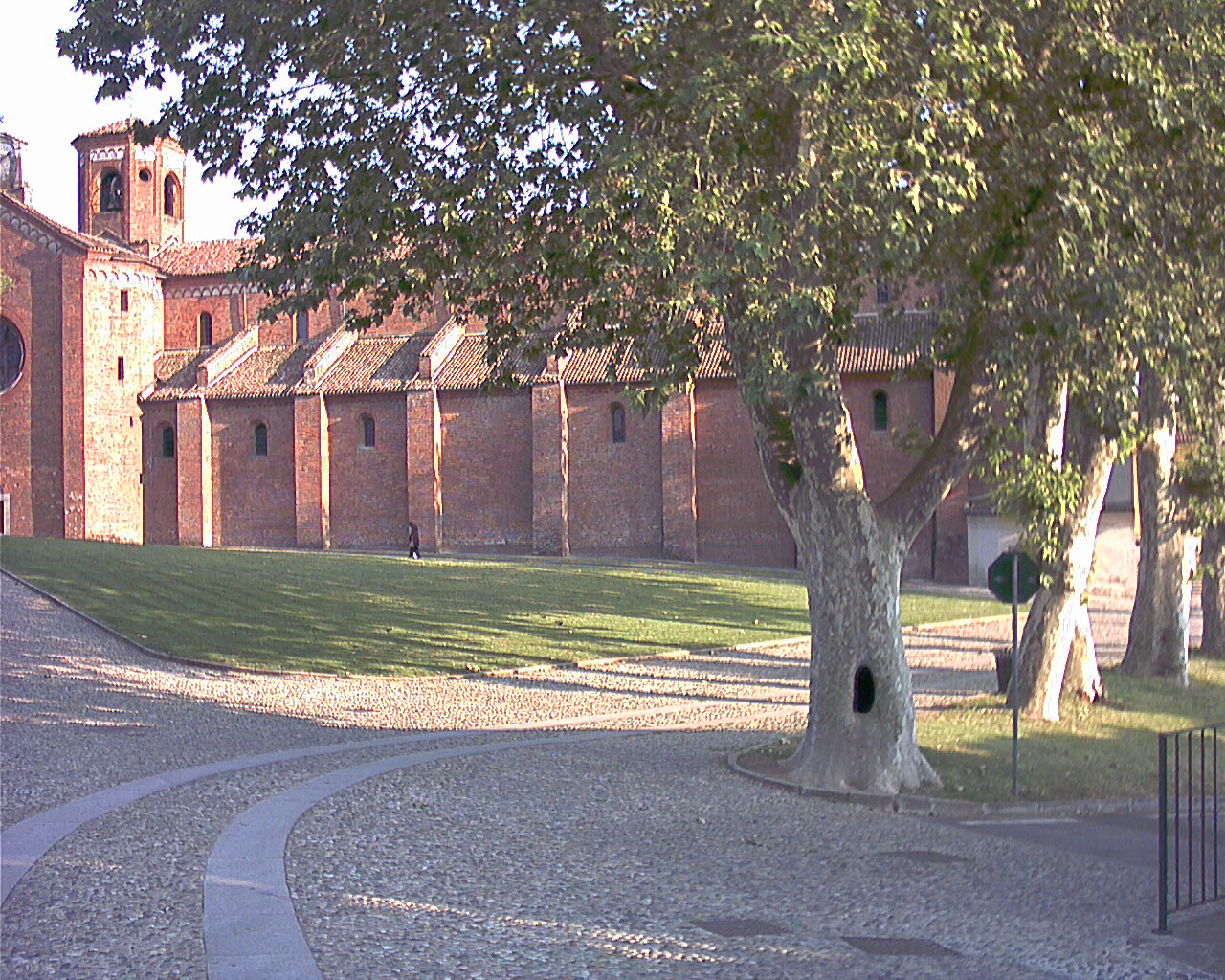
Ciottolato nel parco dell'Abbazia di Morimondo

Una particolare forma di ciottolato è il cosiddetto ciacatu (deriv. da ciaca, ciotto, probabilmente con aggettivazione dal latino caecātum col significato di "coperto") siciliano, particolarmente in voga nel Settecento catanese, quando con l'uso di ciottoli neri lavici disposti entro fantastiche sagome curvilinee, a 'cartoccio', ellittiche, etc. di bianca pietra calcarea, si ottenevano particolarissime tessiture. Fra i cortili più belli a Catania che presentano un mirabile esemplare di pavimentazione a ciacatu si ricorda quello circolare del Convitto Cutelli, quello del Palazzo dell'Università, quello del Collegio dei Gesuiti. Ad Acireale, nella seconda metà dell'Ottocento, l’architetto Paolo Pantellaro realizzò all'ingresso del giardino pubblico Belvedere un "ventaglio" di trentun metri di diametro, tuttora esistente, che utilizza ciottoli bianchi e neri per formare un complesso ed elegante disegno che prelude al liberty. Altro splendido ciottolato si apprezza nel sagrato della chiesa di San Sebastiano a Melilli.
Tipico ciottolato è il risseu ligure, a colori nero e bianco, talvolta anche ocra, usato per decorare soprattutto il sagrato delle chiese.

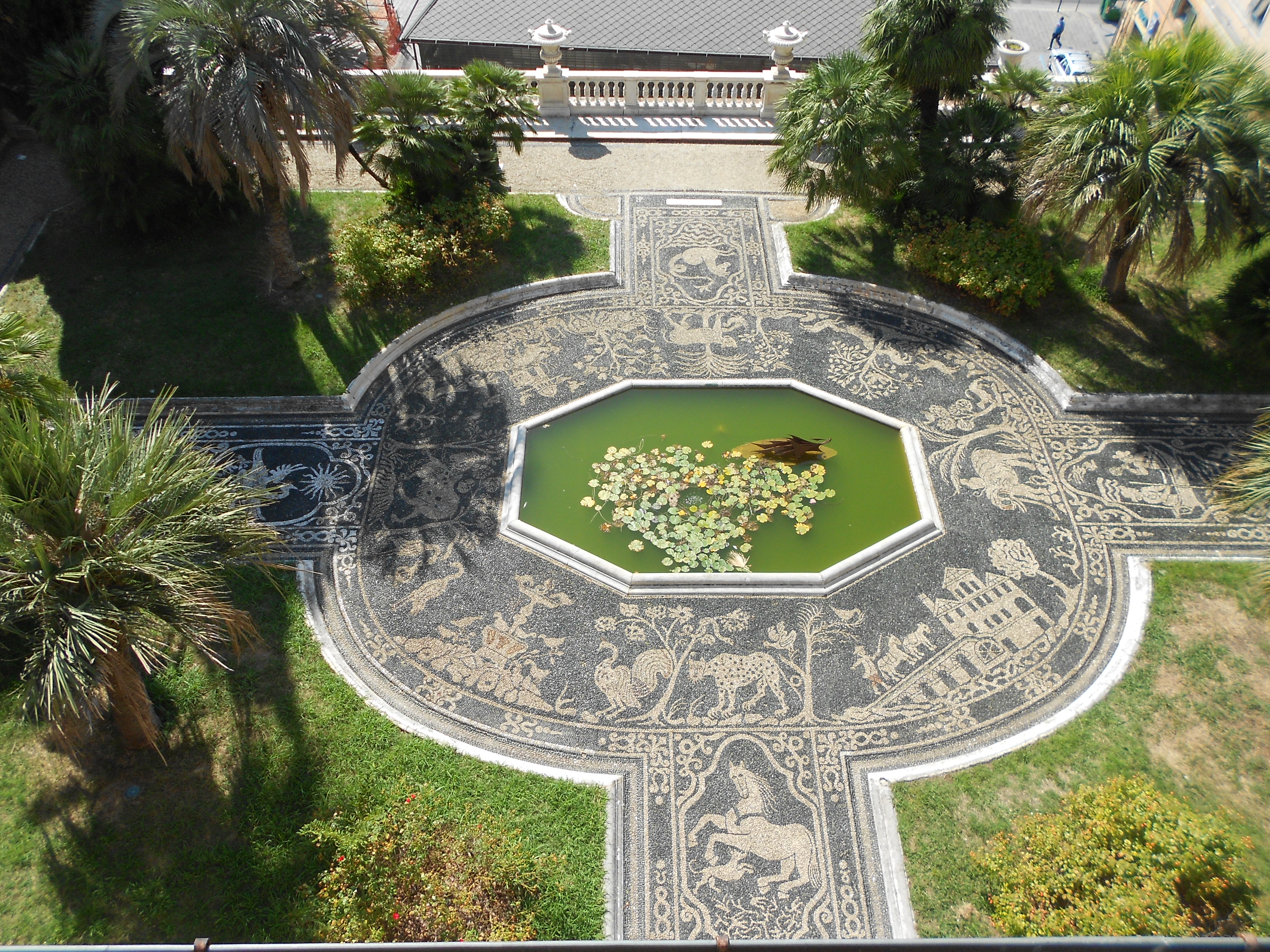
Risseu nel giardino del Palazzo Reale di Genova

Un altro tipo di ciottolato è la rizzata alla lombarda,  una pavimentazione realizzata con ciottoli di fiume disposti su un letto di malta. Gli elementi che costituiscono la pavimentazione possono essere disposti casualmente oppure seguire un disegno predefinito come un mosaico: negli ingressi ai cortili di rappresentanza dei palazzi nobiliari lombardi era uso raffigurare lo stemma del padrone di casa. Nella canzone cantata da Giorgio Gaber Porta Romana bella nella frase "un cortile fatto a sassi" è citata indirettamente la rizzata lombarda.
Nella Valle di Primiero il ciottolato era largamente utilizzato come pavimentazione dei cortili ed è denominato con il termine Salésà. Con l'utilizzo di ciottoli di diversa pezzatura si realizzavano anche piccoli canali di scolo. Le norme tecniche dei Piani Regolatori Generali dei comuni più attenti hanno tutelato questi lastricati tradizionali.
In Romagna è invece noto il cosiddetto acciottolato alla forlivese, che risulta piuttosto scabro e di cui un bell'esempio è presente anche nel cortile del Palazzo Acconci, a Forlì.
Assolutamente da non dimenticare che le pavimentazioni in "ciottoli rotondi di fiume" usate nei percorsi pedonali li rendono inaccessibili alle persone disabili a partire da quelle in sedia a rotelle, per arrivare a chi cammina molto male. Il Decr.Minist. 236/89 impone le caratteristiche delle pavimentazioni per essere fruibili dalle persone con disabilità: 2 mm max sulle creste della pavimentazione, 5 mm max tra i singoli elementi che debbono essere stilati con materiale durevole. L'utilizzo di tale pavimentazione, se mancante di percorsi adatti ai disabili, è contrario alla normativa vigente in Italia.